# Bouchemaine
Bouchemaine è un comune francese di 6 690 abitanti situato nel dipartimento del Maine e Loira nella regione dei Paesi della Loira.

## Storia

### Simboli
Il primo quarto riporta l'emblema del dipartimento del Maine e Loira.
Le fasce ondate ricordano che la città si trova alla confluenza del Maine che sfocia nella Loira, fiumi adatti alla navigazione. Le rose (in francese rose) e le capre (bouc) simboleggiano la località di Ruzebouc, il prugno (prunier) quella di Pruniers.

## Società

### Evoluzione demografica
Abitanti censiti